# News.de
News.de ist ein deutschsprachiges, überregionales und unabhängiges Nachrichtenportal mit boulevardjournalistischer Ausrichtung. Es präsentiert seine Inhalte in verschiedenen Multimedia-Formaten wie Textbeiträgen, Videos, Fotos und Blogs. Es wurde 2008 gegründet und wird seit Februar 2017 von der MM New Media GmbH betrieben, die ihren Sitz in Leipzig hat und zur Unternehmensgruppe Müller Medien aus Nürnberg gehört.
Das Medienunternehmen news.de wird in der Rechtsform einer GmbH geführt, Geschäftsführer sind Corina Lingscheidt und Michael Amtmann. Das Nachrichtenportal verfügt über eine Vollredaktion mit mehreren Ressorts. Die Bereiche Redaktion, Suchmaschinenoptimierung und Social Media arbeiten dabei eng verzahnt zusammen.

## Inhalte
Der inhaltliche Schwerpunkt des Portals liegt bei Promi-, Unterhaltungs- sowie Sportnachrichten. Auf der Startseite werden unter den Topthemen Videos, Fotostrecken sowie weitere Artikel mit aktuellen Themen, TV-Tipps und Kinonews angeboten. Außerdem gibt es ein umfangreiches Ratgeber-Angebot, das die Bereiche Gesundheit, Technik, Auto und Reisen umfasst.
Ein weiterer Geschäftsbereich des Medienunternehmens ist das Corporate Publishing. Dabei erstellt die news.de-Redaktion im Kundenauftrag PR- und Marketing-Inhalte wie Newsletter, Advertorials, Microsites oder Kundenmagazine.

## Entwicklung
2015 erreichte das Nachrichtenportal 53 Mio. Besucher. Damit gehört das Portal laut Arbeitsgemeinschaft Online Forschung e. V. (AGOF) zu den Top 20 Nachrichtenangeboten.
Im Januar 2017 erreichte news.de laut IVW 5,1 Mio. Besuche, was eine Steigerung von 18,9 % im Vergleich zum Dezember 2016 bedeutet. Die AGOF-Auswertung ergab für Juli bis Oktober 2016 jeweils rund 3 Mio. Unique User. Laut IVW lag die monatliche Reichweite von news.de im Mai 2021 bei 8,4 Mio. Visits.